# 2004년 7월
| 2004년: 1월 · 2월 · 3월 · 4월 · 5월 · 6월 · 7월 · 8월 · 9월 · 10월 · 11월 · 12월 |

| <          | 2004년 7월 | 2004년 7월 | 2004년 7월 | 2004년 7월  | 2004년 7월 | >           |
| 일         | 월         | 화         | 수         | 목          | 금         | 토          |
|            |            |            |            | 1 5.14 신사 | 2 15 임오  | 3 16 계미   |
| 4 17 갑신  | 5 18 을유  | 6 19 병술  | 7 20 정해  | 8 21 무자   | 9 22 기축  | 10 23 경인  |
| 11 24 신묘 | 12 25 임진 | 13 26 계사 | 14 27 갑오 | 15 28 을미  | 16 29 병신 | 17 6.1 정유 |
| 18 2 무술  | 19 3 기해  | 20 4 경자  | 21 5 신축  | 22 6 임인   | 23 7 계묘  | 24 8 갑진   |
| 25 9 을사  | 26 10 병오 | 27 11 정미 | 28 12 무신 | 29 13 기유  | 30 14 경술 | 31 15 신해  |

| 편집하기 |

## 2004년7월 31일
- 전윤철 감사원장이 카드 대란에 분수를 무시한 국민의 책임도 있다고 발언.
- 전두환 전 대통령의 아들 전재용의 73억 원 채권이 전두환 전 대통령의 비자금으로 인정되어 증여세 포탈로 유죄 판결을 받음.
- 한나라당의 박근혜 대표가 의문사위에 소속된 위원들의 사상을 문제 삼으며 "국가 정체성" 논란을 일으켜 파란. 노무현 대통령도 이에 정면으로 반박하는 발언을 함.
- 공정택 서울시 교육감 당선자가 성적 향상을 최우선 목표로 한 교육 정책을 실시하겠다고 발언.
- 식품의약품안전청은 뇌졸중의 위험이 있는 PPA(페놀프로판올아민)성분을 함유한 감기약의 판매 및 복용을 금지함.
- 본프레레 감독이 이끄는 국가대표 축구대표팀이 아시안컵 축구대회 8강전에서 이란에게 4대 3으로 패함.
- 바티칸 교황청, "교회와 세계에서 남성과 여성의 협력에 관하여"라는 37쪽짜리 문건을 발표함. 이 문건에는 남성과 여성의 역할에 대한 신학자의 해석이 들어있음. 이 문건이 남녀의 평등을 위배한다는 점에서 논쟁이 일어났다.

## 2004년7월 28일
- 연쇄살인사건의 현장 검증 중에 경찰이 한 피해자의 어머니를 발로 차는 사건이 발생함. 경찰은 그 피해자의 어머니가 유영철에게 무리하게 접근을 시도하여 막기 위해 한 행동이라고 주장.
- 조영길 국방장관, 강금실 법무장관 전격 경질. 노무현 대통령의 군, 검찰 개혁의 새로운 시도가 예상됨.

## 2004년7월 27일
- 동남아시아를 통해 탈북자 468명 특별기 편으로 집단 입국. (~28일)

## 2004년7월 18일
- 부유층 연쇄살인사건과 안마사 토막살인사건을 포함해 총 19명을 살인했다고 진술한 연쇄살인 용의자 유영철 검거.
- 21명을 살인했음을 확인하였으며 추가로 22명째 희생자도 있다는 추가진술을 확보.

## 2004년7월 15일
- 신념에 의한 병역 거부 대법원 판결 : 상고 기각

## 2004년7월 4일
- 태풍 민들레, 대한민국 상륙.

## 2004년7월 1일
- 제28차 유네스코 세계유산위원회에서 조선민주주의인민공화국과 중화인민공화국이 신청한 고구려 유적을 세계문화유산으로 등재하기로 결정. 이에 맞춰 중화인민공화국은 고구려가 중국의 소수민족 중 하나라고 주장했다.
- 2004년 서울특별시 버스 개편